# مثلث النار

مثلث النار.

مثلث أو مضلع النار أو مثلث أو مضلع الحريق (بالإنجليزية: Fire Triangle Or Tetrahedron )‏ هو شكل توضيحي لعرض العناصر الثلاثة اللازمة لاشتعال النار وفي حال غاب إحداها فتنطفئ النار. يعتبر مثلث النار أو مثلث الاحتراق نموذجًا بسيطًا لفهم المكونات الضرورية لمعظم الحرائق.
يوضح المثلث العناصر الثلاثة التي تحتاج النار لإشعالها: الحرارة ، والوقود ، وعامل مؤكسد (عادة أكسجين). يحدث الحريق بشكل طبيعي عندما تكون العناصر موجودة ومختلطة بنسب صحيحة. يمكن منع الحريق أو إخماده عن طريق إزالة أي عنصر من العناصر الموجودة في مثلث النار. على سبيل المثال ، فإن تغطية النار ببطانية حريق تمنع الأكسجين بالتالي تنطفئ النار. في الحرائق الكبيرة حيث يتم استدعاء رجال الإطفاء ، لا يكون تقليل كمية الأكسجين عادةً خيارًا لأنه لا توجد طريقة فعالة لتحقيق ذلك في منطقة ممتدة.
- بدون الحرارة :لا يمكن للنار أن تشتعل ولا يمكن لها أن تستمر سواء كان بإحداث شرارة أو بالزيادة المفرطة في الحرارة بالكمية الكافية لبدء التفاعل الكيميائي وتكوين النار. يمكن إزالة الحرارة برش الماء على النار حيث يتحول الماء من الحالة السائلة إلى الحالة الغازية فيصبح بخار ماء وبالتالي يأخذ معه الحرارة وفي بعض الحالات يكون استعمال الماء يعزز النار بسبب كمية الحرارة الهائلة التي تصدرها النار فتعمل الحرارة على تفكيك الماء إلى عنصري الهيدروجين والأكسجين فيجب أن نستعمل وسائل أخرى لإخماد النار. كذلك رش بعض المساحيق الكيماوية أو الغازات يعمل أيضاً على إزالة الحرارة. إبعاد مصادر الحرارة عن بعضها يقلل من الحرارة.ايقاف التيار الكهربائي في الحرائق الكهربائية يزيل المصدر الرئيسي للحرارة.
- بدون الوقود : النار سوف تتوقف. الوقود ينتهي طبيعياً بمجرد التهام النار لجميع المواد القابلة للاشتعال الموجودة حولها. عملية إبعاد الوقود عن النار تعتبر واحدة من أهم التحديات التي تواجه رجال الإطفاء.
- بدون الأكسجين : لا يمكن للنار أن تشتعل ولا يمكن لها أن تستمر. إبعاد الأكسجين عن النار يقلل من نسبة الاحتراق ولكن غالبا ما يكون الأكسجين متوفراً بكثرة وخاصةً إذا خرجت النيران إلى الهواء الطلق لذا لا يعتبر إبعاد الأكسجين عاملاً مهما في مكافحة الحرائق.